# Burg Koldingen
Die Burg Koldingen ist eine abgegangene Niederungsburg bei Koldingen, einem heutigen Ortsteil von Pattensen in Niedersachsen.

## Geschichte
Die Burganlage wurde im 13. oder 14. Jahrhundert durch die Grafen von Hallermund zur Sicherung eines Leineübergangs errichtet und ging später an die Welfen. Als die Herren von Reden 1341 ihre nur 1 km entfernte Retburg – ein Lehen des Bistums Hildesheim – abbrechen mussten, bauten sie die unter der Herrschaft der Welfen stehende Burg Koldingen aus.  Diese wurde erstmals im Jahr 1353 erwähnt, als die Herren von Reden dem Herzogtum Braunschweig-Lüneburg das Öffnungsrecht an der Burg einräumten. In derselben Urkunde wird erwähnt, dass der Herzog den Herren von Reden nur erlaubt hat, die Burg mit Gräben und einem hölzernen Bergfried, nicht aber mit Mauern zu befestigen.
1372 wurde die Burg vom Hildesheimer Bischof im Lüneburger Erbfolgekrieg erobert. In der Sühnevereinbarung von Hannover im folgenden Jahr ging sie endgültig an das Bistum über, das dort 1380 einen Amtssitz einrichtete. Mitte des 15. Jahrhunderts wurde die Anlage, insbesondere im Bereich des Wirtschaftshofs in der südlichen Vorburg, umgebaut und erweitert. Zur Burg gehörte eine Mühle.
In der Hildesheimer Stiftsfehde wurde sie 1521 wieder durch die Welfen eingenommen und zerstört. Nur die Verwaltungsgebäude wurden instand gesetzt und weiter genutzt.
Nachdem Amt und Burg im Quedlinburger Rezess 1523 an die Welfen (Fürstentum Calenberg) und 1585 an die Wolfenbütteler Linie gefallen waren, ließ Herzog Heinrich Julius abseits des alten Burgplatzes in der Niederung auf einem Geestrücken das Amtshaus Koldingen im Stil der Renaissance errichten. Es diente seither als Verwaltungsmittelpunkt des Amts Koldingen-Lauenburg.
Die Burg verlor mit dem Abriss des Wohnhauses 1666 an Bedeutung, während der Bereich des höher liegenden Amtshauses ausgebaut wurde. Der frühere Burgplatz wurde nach dem Zweiten Weltkrieg mit Einfamilienhäusern überbaut. Bei den Baumaßnahmen fanden sich Baureste der Burganlage im Boden. Dazu zählten Fundamente, Pfahlgründungen, ein Brunnen, Keramikscherben und Dachziegeln.
Die Burg Koldingen zeichnete sich noch vor wenigen Jahrzehnten als 80 × 60 m großer Burghügel von 4–5 m Höhe ab, der von einem max. 25 m breiten Graben umgeben war. Dieser war 1982 im Norden und Osten noch 2–3 m tief erhalten.
Unmittelbar nordöstlich des Burgplatzes wurde sehr wahrscheinlich im Luftbild die Vorgängeranlage und damit wohl ursprüngliche Burg der Herren von Reden ausfindig gemacht. Im Feld zeichneten sich zwei konzentrische Gräben mit einem Gesamtdurchmesser von 40 m ab. Diese Spuren lassen darauf schließen, dass im Zentrum einst eine Motte gestanden hat.